# Chử Đồng Tử

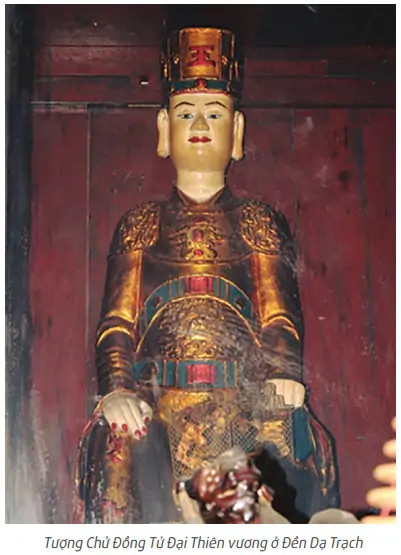
Estátua de Chử Đồng Tử

Chử Đồng Tử (chữ nho: 褚童子) é um famoso ser divino vietnamita, um dos "Quatro Imortais", na mitologia tradicional vietnamita. Chu Đông Tu é representado por um dragão amarelo.